# Pedagogická fakulta v Plzni
Pedagogická fakulta v Plzni byla zřízena jako pobočka Pedagogické fakulty Karlovy univerzity v Praze. Spolu s Vysokou školou strojní a elektrotechnickou jsou historickými předchůdci Západočeské univerzity v Plzni.

## Historie
Pedagogická fakulta v Plzni byla zřízena jako pobočka Pedagogické fakulty Karlovy univerzity v Praze v roce 1948. Jednalo se o historicky první vysokoškolský vzdělávací institut v Plzeňském kraji – o necelý rok předběhla technicky zaměřenou Vysokou školou strojní a elektrotechnickou.
Pedagogické fakultě byla z počátku přidělena budova bývalého ženského učitelského ústavu v Plzni na Americké (tehdejší Stalinově) třídě. Druhý ročník byl zahájen v budově bývalého dívčího gymnázia ve Veleslavínově ulici; v této budově sídlí část školy dodnes.
V akademickém roce 1950/51 byly zřízeny rozhodnutím ministerstva školství první katedry: přírodních věd, filologie, výchov, dějepisu, zeměpisu a pedagogiky.
V roce 1953 byla provedena školská reforma, podle níž došlo k přeměně pedagogické fakulty na dvouletou Vyšší pedagogickou školu, v roce 1959 pak na Pedagogický institut. V roce 1964 se vládním nařízením stala z Vyšší pedagogické školy samostatná Pedagogická fakulta v Plzni se statutem vysoké školy.
V září 1990 se Pedagogická fakulta stala součástí nově vytvořené Západočeské univerzity, která vznikla sloučením Vysoké školy strojní a elektrotechnické a Pedagogické fakulty v Plzni.

### Pedagogická fakulta v datech
- 14. listopadu 1948 – vznik Pedagogické fakulty v Plzni (pobočka PFUK v Praze)
- 1953 – Vyšší pedagogická škola
- 1959 – Pedagogický institut
- 1964 – samostatná Pedagogická fakulta
- 28. září 1991 – vznik ZČU o pěti fakultách (FAV, FEK, FEL, FPE, FST)

### Seznam děkanů
- 1948–1959 Doc. JUDr. Jaroslav Krofta
- 1964–1972 Prof. PhDr. Jindřich Vacek, CSc.
- 1972–1989 Prof. PhDr. Vladimír Brichta, CSc.
- 1989–1991 Doc. Ing. Jiří Pyšek, CSc.
- Od roku 1991 dále je vedena historie Fakulty pedagogické Západočeské univerzity